# Hispanoamérica, canto de vida y esperanza
Hispanoamérica, canto de vida y esperanza és un documental històric espanyol, dirigit per José Luis López-Linares i estrenat el 12 d'abril de 2024.

## Contingut
El documenta segueix el deixant de l'anterior treball de López Linares, España, la primera globalización, i reuneix més de 50 experts de tota Hispanoamèrica a fi de desmuntar la Llegenda Negra i donar «una visió renovada, veraç i visualment poderosa de com va néixer i es va desenvolupar realment l'Amèrica Espanyola». El seu títol és una referència a l'obra del poeta nicaragüenc Rubén Darío, Cantos de vida y esperanza.

## Experts convidats
- Rafael Aita "Capitán Perú"
- Alfonso Borrego
- Úrsula Camba Ludlow
- Ximena Carcelén
- Antonio Cordero
- Susana Cordero
- Mamela Fiallo
- Marcelo Gullo
- Carmen Iglesias
- Guadalupe Jiménez Codinach
- Enrique Krauze
- Carlos Leánez Aristimuño
- Patricio Lons
- Raquel Maldonado
- Angélica Montes-Cruz
- Jorge Moreno
- Ramón Mujica Pinilla
- Dalmacio Negro Pavón
- Faustino Núñez
- Francisco Núñez del Arco
- Elisa Queijeiro
- Aníbal Romero
- Martín F. Ríos Saloma
- Adelaida Sagarra Gamazo
- Aurelio Valarezco
- Juan Valderrama
- Juan Miguel Zunzunegui

## Producció
Igual que el seu documental antecessor, Hispanoamérica va ser produït principalment mitjançant una campanya de micromecenatge, la qual va reunir 220.000 euros de més de 4000 usuaris des de l'inici del projecte en 2022. Es va rodar a Espanya, l'Equador, Perú, Bolívia, Mèxic i Estats Units.

## Recepció
L'estrena de la pel·lícula, al qual va assistir el Rei Felip VI d'Espanya, la va introduir entre les deu pel·lícules més taquilleres de l'any a Espanya malgrat la seva reduïda distribució en 60 sales de cinema. Va recaptar 93 908 € el primer cap de setmana, tornant-se el documental més vist de l'any a Espanya.
La pel·lícula es va presentar també en el Congrés de la República del Perú, en una sessió pública presentada pel parlamentari Alejandro Cavero, qui va reconèixer al director i la seva pel·lícula.